# Madagaskarpatrijs
De madagaskarpatrijs (Margaroperdix madagarensis) is een vogel uit de familie fazantachtigen (Phasianidae). De wetenschappelijke naam van de soort is voor het eerst geldig gepubliceerd in 1786 door Scopoli.

## Voorkomen
De soort is endemisch in Madagaskar , en geintroduceerd in Réunion.

## Beschermingsstatus
Op de Rode Lijst van de IUCN heeft de soort de status veilig.